# Rowston
Rowston – wieś i civil parish w Anglii, w Lincolnshire, w dystrykcie North Kesteven. W 2011 roku civil parish liczyła 178 mieszkańców. Rowston jest wspomniana w Domesday Book (1086) jako Rouestune.